# Dave Browning
Dave Browning é um ex-jogador profissional de futebol americano estadunidense.

## Carreira
Dave Browning foi campeão da temporada de 1980 da National Football League jogando pelo Oakland Raiders.